# Edgar Arceneaux
Pour les articles homonymes, voir Arceneaux.
Edgar Arceneaux (né en 1972 à Los Angeles) est un artiste américain qui utilise la sculpture, le dessin, la vidéo, l'installation et la performance qui vit à Los Angeles.

## Biographie
Edgar Arceneaux naît en 1972 en Californie. Il est le quatrième d'une famille de cinq enfants. Il grandit à South Central avec sa mère infirmière et son père conducteur de camion de livraison. En 1986, à cause de la montée de la violence à South Central, la famille se déplace à West Covina, d'où il est témoin des émeutes de 1992 à Los Angeles,. En 1996, il obtient un baccalauréat universitaire en beaux arts (licence) avec la spécialité arts visuels du Art Center College of Design à Pasadena et, en 2001, une maîtrise en arts visuels du California Institute of the Arts à Valencia. En 1999, il fréquente la Skowhegan School of Painting and Sculpture au Maine et la Fachhochschule Aachen en Allemagne de 2000 à 2001.

## Carrière
En 2003, le Hammer Museum de l'UCLA expose l'oeuvre Drawings of Removal, une installation qui combine des dessins muraux. Il est nommé fellow de l'United States Artists en 2007 et participe à la Biennale de Whitney en 2008.
En 2015, Edgar Arceneaux créé Until, Until, Until..., une performance qui revisite la prestation controversée de Ben Vereen lors du gala inaugural de Ronald Reagan en 1981,, par laquelle il rendait hommage à celle de Bert Williams, acteur de vaudeville. La télédiffusion de la prestation de Ben Vereen, portant le blackface tout comme Williams au début du 20e siècle, est coupée au montage, privant ainsi les téléspectateurs du visionnement des dernières minutes. Le blackface de Ben Vereen offusque les spectateurs afro-américains déconcertés par ce geste irrévérencieux envers leur histoire. Avec Until, Until, Until..., Edgar Arceneaux rétablit la portée politique du contenu des dernières minutes en dévoilant la critique de Ben Vereen envers la politique des droits civils du parti Républicain ainsi que les répercussions négatives de cette action engagée sur sa vie et sa carrière d'artiste. La première de Until, Until Until... se tient à Performa à New York en 2015 et reçoit le prix Malcolm McLaren.
Par ses créations artistiques, Edgar Arceneaux invite les spectateurs à cultiver une mémoire collective fondée sur une lecture active de l'histoire. En faisant coexister des récits historiques anachroniques au sein d'une même œuvre, il porte l'attention des spectateurs sur le caractère cyclique de l'abus de pouvoir et de l'héritage de l'invisibilité en plus de rétablir, du point de vue de l'histoire afro-américaine, certains faits vécus par des figures historiques importantes, comme Martin Luther King ou Ben Vereen,.
Les œuvres d'Edgar Arceneaux ont été exposées dans des galeries et des musées à l'échelle nationale et internationale, notamment au Musée d'art contemporain de Los Angeles, au Orange County Museum of Art, au Musée d'art moderne de San Francisco, au Studio Museum in Harlem, au The Kitchen à New York, au Kunstmuseum en Suisse, au Lentos Art Museum en Autriche, au Museum Ludwig en Allemagne, et au Musée d'art contemporain de Montréal. La galerie Susanne Vielmetter Los Angeles Projects et la galerie Nathalie Obadia à Paris le représentent,.

## Watts House Project
Le Watts House Project utilise l'art comme vecteur de changement social et économique pour améliorer la qualité de vie des résidents du quartier Watts à Los Angeles. Rick Lowe, fondateur du Project Row House au Texas, conçoit le projet à Watts en 1996 avec le soutien d'Edgar Arceneaux. En 1999, Rick Low quitte le projet et Edgar Arceneaux en devient le directeur. En 2007, avec Sue Bell Yank, il relance officiellement le projet avec le soutien du programme de résidence d'artistes du Musée Hammer ainsi que celui des artistes, organisateurs communautaires, universitaires et habitants du quartier Watts. Le Watts House Project rénove des habitations et offre des programmes de participation communautaire dans le quartier à proximité des Watts Towers. Le projet entreprend ses premières rénovations en 2008 et obtient le statut d'organisme sans but lucratif en 2009. À partir de 2012, sous le signe de la controverse, Arceneaux ne dirige plus le projet,.

## Distinctions
- 2005 : Joyce Award[24]
- 2006 : Prix William H. Johnson[25]
- 2015 : Prix Malcolm McLaren, Performa

## Collections
- Carnegie Museum of Art
- Centre Pompidou
- Ludwig Museum
- Minneapolis Institute of Art
- Musée d'Art du comté de Los Angeles
- Musée d'Art contemporain de San Diego
- Musée d'art moderne de San Francisco
- Musée Hammer
- Museum am Ostwall
- New York Public Library
- Orange County Museum of Art
- Santa Barbara Museum of Art
- Studio Museum in Harlem
- Utah Museum of Fine Arts
- Walker Art Center
- Whitney Museum of American Art